# Łuczynczyk
Łuczynczyk (ukr. Лучинчик) – wieś na Ukrainie, w obwodzie winnickim, w rejonie mohylowskim, w hromadzie Wendyczany. W 2001 liczyła 867 mieszkańców, spośród których 851 wskazało jako ojczysty język ukraiński, 8 rosyjski, 2 mołdawski, a 6 ormiański.